# MetaMask
MetaMask(メタマスク)は、Ethereum系ブロックチェーンの通貨やNFT（非代替性トークン）を一括で補完・管理できるソフトウェアウォレットであり、ブラウザ拡張機能版とモバイルアプリ版がある。2016年9月に公開され、ConsenSys（consensys.net）という会社によって開発・運営されている。

## 概要

### 機能
MetaMaskでは、イーサリアムやイーサリアムベースの暗号通貨およびNFTの保管・管理・送受信やWebブラウザまたはモバイルアプリの内蔵ブラウザによる分散型アプリケーションへの接続を行う事ができる。 また、複数の分散型取引所（DEX）との連携に対応し、最適な為替レートを検索してイーサリアム系トークンを交換する事ができる。

### 歴史
2016年9月：ConsenSys（consensys.net）という会社によってGoogle ChromeとFirefoxブラウザのデスクトップ用ブラウザ拡張機能に対してロンチされる。
2019年：MetaMaskはクローズドβテスト用のモバイルアプリ版をリリース
2020年9月：iOSとAndroid向けに正式版のモバイルアプリ版が一般公開
2020年10月：ブラウザ拡張版にDEXアグリゲーションサービス「MetaMask Swaps」が内蔵され、2021年3月にモバイル端末で利用可能になる。
2023年4月：MetaMaskは、法定通貨で仮想通貨を直接購入できる新機能を導入すると発表した。これによりメタマスクのユーザーはデビットカード、クレジットカード、ペイパル、銀行振込などのさまざまな支払い方法を利用して、幅広い仮想通貨を購入できるようになる。このサービスは189カ国以上のユーザーに展開され、8つの異なるネットワークで90種類以上のトークンを提供する。
2023年5月：MetaMaskは、米国のユーザー向けにPayPal経由でイーサ（ETH）を購入できる機能を開始した。これにより、米国のユーザーはメタマスクを使用してETHを購入する際にPayPalを支払方法として選択できるようになった。この統合により、PayPalからメタマスクへETHを転送することも可能になった。